# Fomalhaut
Fomalhaut (α Piscis Austrini) je nejjasnější hvězda v souhvězdí Jižní ryby a 17. nejjasnější hvězda oblohy s zdánlivou hvězdnou velikostí 1,16. Je to hvězda hlavní posloupnosti spektrální třídy A3V. Je 2krát větší a 14krát svítivější než Slunce, od kterého se nachází 25 světelných let. Název Fomalhaut znamená v  arabštině „tlama ryby“ (arab. فم الحوت fum al-ḥūt). K dalším jménům patří Difda al Auwel, Hastorang a Os Piscis Meridiani.
Po Slunci a Polluxu je Fomalhaut při pohledu ze Země třetí nejjasnější hvězdou, u které byla potvrzena přítomnost planety – Fomalhaut b.

## Popis
Fomalhaut byla jednou ze čtyř královských hvězd. Spolu s Regulem, Aldebaranem a Antarem sloužil k rozdělování roku na čtyři roční období.
V roce 2008 vyšla v časopise Science zpráva, že Hubbleův teleskop poprvé v historii vyfotografoval exoplanetu v oboru viditelného světla. Planeta je označená jako Fomalhaut b. Je přibližně 3× hmotnější než Jupiter a obíhá hvězdu Fomalhaut ve vzdálenosti cca 119 AU.

## Systém
Fomalhaut je v poslední době považována spolu s hvězdou TW Piscis Austrini za dvojhvězdu. Nejnověji spolu s hvězdou LP876-10 dokonce za trojhvězdu.

## Fomalhaut v kultuře
- Fomalhaut se vyskytuje v prvním románu Rocannonův svět (1966) americké spisovatelky Ursuly Kroeber Le Guin.[5] Má zde fiktivní planetu zvanou Rokanan, na ní se odvíjí příběh.